# Republik Westpapua

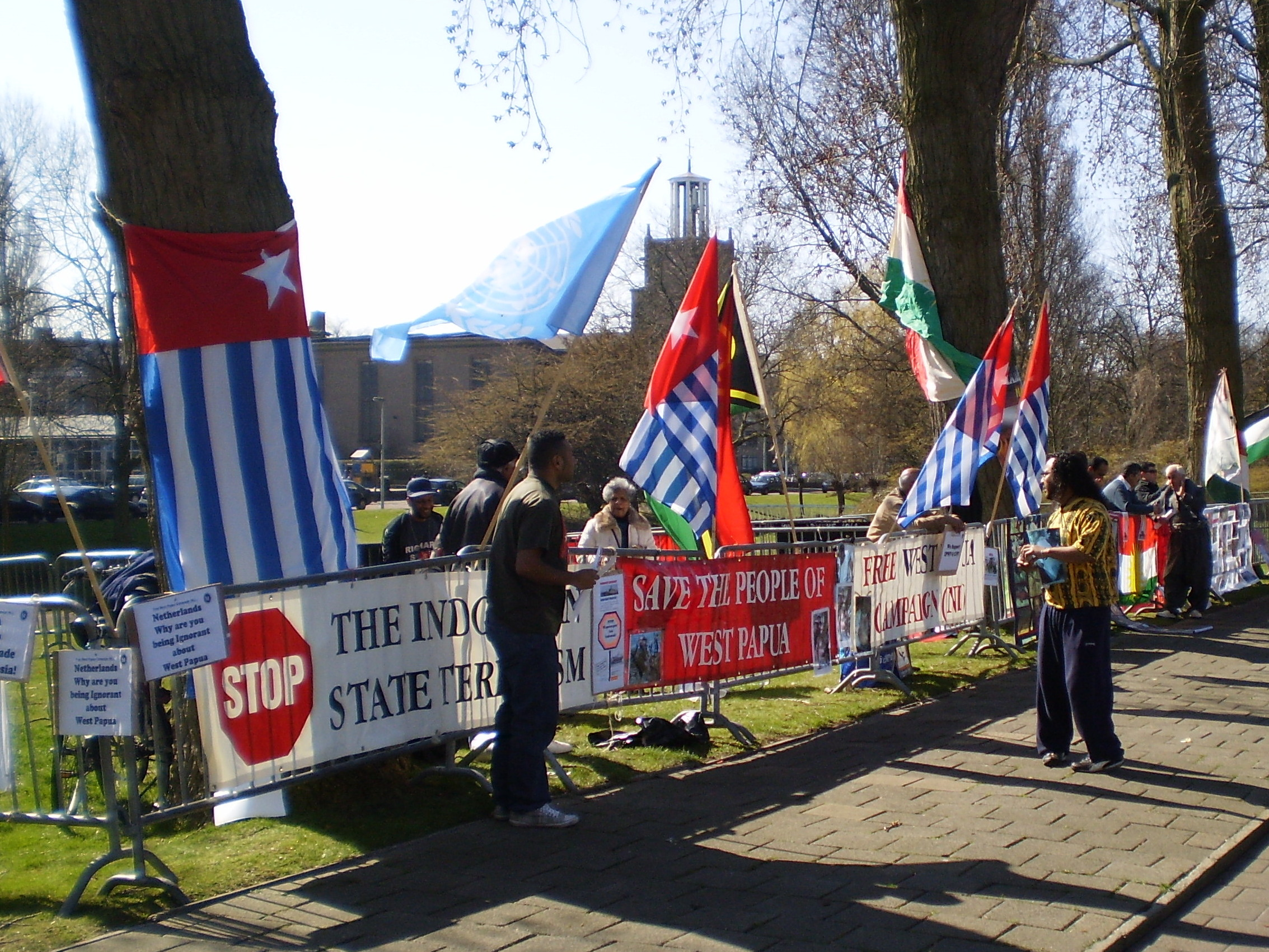
Proteste von Befürwortern einer Anerkennung der Republik Westpapua in Den Haag

Die Republik Westpapua ist ein nicht anerkannter und im Juli 1971 von den Völkern Papuas einseitig gegründeter Staat im Westteil der Insel Neuguinea. Er umfasst die sechs Provinzen, Papua, Papua Barat, Papua Pegunungan, Papua Tengah, Papua Barat Daya und Papua Selatan und wird weder von Indonesien noch anderen Ländern anerkannt.
Für die Durchsetzung der Unabhängigkeit sehen sich die beiden Organisationen West Papua Liberation Organisation (WPLO) und West Papua National Liberation Army (WPLNA) verantwortlich, die zum Teil gewaltsame Mittel im Kampf gegen Institutionen des indonesischen Staates einsetzen.
Bereits 1949 war es in der Region zu einer politischen Unabhängigkeit nach dem endgültigen Ende der niederländischen Herrschaft in Südostasien gekommen. Diese endete jedoch rasch durch vollständige Annektierung in den indonesischen Staat. 1963 scheiterte zudem ein erneuter Versuch, nach einem zweijährigen militärischen Konflikt einen unabhängigen Staat zu errichten.
Die Unabhängigkeitsbestrebungen werden (Stand September 2018) intensiv von Vanuatu unterstützt, das auch die Vereinten Nationen aufrief, diese Bestrebungen zu unterstützen.
Bei Durchführung einer Petition zur Durchsetzung eines Unabhängigkeitsreferendums Anfang 2019 sprachen sich 1,8 der 2,5 Millionen Einwohner des Gebietes für ein Referendum aus.